# Antanas Maziliauskas
Antanas Maziliauskas (*  26. Mai 1954 in Paaluonys, Rajongemeinde Kėdainiai) ist ein litauischer Wasserbauingenieur und Hydrotechniker, Professor und Rektor der Aleksandro Stulginskio universitetas.

## Leben
1977 absolvierte Maziliauskas das Diplomstudium der Hydrotechnik an der Lietuvos žemės ūkio akademija und wurde Wasserbauingenieur. Danach arbeitete er in Akademija. Bis 1984 war wissenschaftlicher Mitarbeiter, Assistent, Oberhochschullehrer. Seit 2003 ist er Professor. Ab 1997 arbeitete er am Landwirtschaftsministerium Litauens.  2004 war er Prorektor und seit 2011 ist er Rektor der Lietuvos žemės ūkio universitetas.
Seit 1989 ist Maziliauskas Mitglied des Verbands Lietuvos žemėtvarkos ir hidrotechnikos inžinierių sąjunga und seit 1993 FAO-Experte.